# 4553 Doncampbell
A 4553 Doncampbell (ideiglenes jelöléssel 1982 RH) a Naprendszer kisbolygóövében található aszteroida. Edward L. G. Bowell fedezte fel 1982. szeptember 15-én.